# ユーリ・マチャセビッチ
ユーリ・マチャセビッチ（露: Юрий Владимирович Матиясевич, 英: Yuri Matiyasevich, 1947年3月2日 - ）は、ロシアの数学者、計算機科学者。サンクトペテルブルク生まれ（当時はレニングラード）。ヒルベルトの23の問題の中の第10問題を否定的に解いたことで知られている。

## 経歴
- 1962年-1963年、Saint Petersburg Lyceum 239 で学ぶ。
- 1963年-1964年、Kolmogorov Schoolで学ぶ。
- 1964年-1969年、レニングラード大学のMathematics & Mechanics Facultyで学ぶ。国際数学オリンピックで優勝したため、高校の最終学年を飛び級し、試験なしで大学に進学した。
- 1966年、モスクワで開催された国際数学者会議で講演（当時、大学2年生）。
- 1969年-1970年、ステクロフ数学研究所のレニングラード部門（LOMI）で博士課程に進む。指導教官は Sergey Maslov。
- 1970年、ヒルベルトの第10問題（英語版）を否定的に解決し、博士号を取得。
- 1970年-1974年、同研究所（LOMI）で研究者として働く。
- 1972年、第二博士課程（ソビエト連邦では "doktor nauk"）
- 1974年-1980年、LOMIの上級研究者として働く。
- 1980年、LOMIのLaboratory of mathematical logicのリーダーとなる。
- 1995年、サンクトペテルブルク大学の教授となる。当初、ソフトウェア工学科の学科長。後に代数学と数論の学科長。
- 1997年、ロシア科学アカデミーのメンバーに選ばれた。
- 1998年、サンクトペテルブルク数学会の副会長に選ばれた。
- 2002年、St.Petersburg City Mathematical Olympiadを主催。
- 2003年、JASSの主催の一人。

### 受賞歴
- 1964年、モスクワで開催された国際数学オリンピックで金メダルを獲得。
- 1970年、レニングラード数学会から"Young mathematician"賞を授与。
- 1980年、ロシア科学アカデミーから Markov Prize を授与。
- 1996年、Docteur Honoris Causa de l'Université d'Auvergne
- 1998年、フンボルト賞受賞。
- 2003年、Docteur Honoris Causa de l'Université Pierre et Marie Curie (Paris-6)
- 2007年、バイエルン科学アカデミーのメンバーに選出。

## 主な業績

### 著書
- Yuri Matiyasevich Hilbert's 10th Problem, Foreword by Martin Davis and Hilary Putnam, The MIT Press, 1993. ISBN 0-262-13295-8

### 論文
- Yuri Matiyasevich, Real-time recognition of the inclusion relation （オンライン版）, Journal of Sovjet Mathematics, vol. 1, No.1, pp. 64-70, (1973), ISSN 0090-4104.
- Yuri Matiyasevich and Julia Robinson, Reduction of an arbitrary Diophantine equation to one in 13 unknowns （オンライン版）, Acta Arithmetica, XXVII (1975), 521-549.
- Yuri Matiyasevich and Géraud Senizergues, Decision Problems for Semi-Thue Systems with a Few Rules （オンライン版）, LICS'96.
- Yuri Matiyasevich, Proof Procedures as Bases for Metamathematical Proofs in Discrete Mathematics （オンライン版）, Personal Journal of Yury Matiyasevich.
- Yuri Matiyasevich, Elimination of bounded universal quantifiers standing in front of a quantifier-free arithmetical formula, （オンライン版）, Personal Journal of Yuri Matiyasevich.
- Yuri Matiyasevich, A Polynomial related to Colourings of Triangulation of Sphere, （オンライン版）, Personal Journal of Yuri Matiyasevich.
- Yuri Matiyasevich, Some Probabilistic Restatements of the Four Color Conjecture （オンライン版）, Journal of Graph Theory, 2003.